# دلبرفيل
دلبرفيل (مسيسيبي) (بالإنجليزية: D'Iberville, Mississippi)‏ هي مدينة تقع في الولايات المتحدة في Harrison County. يقدر عدد سكانها بـ 9,486 نسمة ومساحتها 19.0 كم2 وترتفع عن سطح البحر 4 متر.

## التركيبة السكانية
حدّد مكتب تعداد الولايات المتحدة بيانات التركيبة السكانية لدلبرفيل في تعداد الولايات المتحدة. في ما يلي، التركيبة السكانية حسب تعدادي 2000 و2010.

### تعداد عام 2000
بلغ عدد سكان دلبرفيل 7,608 نسمة بحسب تعداد عام 2000، وبلغ عدد الأسر 2,827 أسرة وعدد العائلات 1,975 عائلة مقيمة في المدينة. في حين سجلت الكثافة السكانية 270.4 نسمة لكل كيلومتر مربع (700.3/ميل2). وبلغ عدد الوحدات السكنية 3,088 وحدة بمتوسط كثافة قدره 109.7 لكل كيلومتر مربع (284.1/ميل2).
وتوزع التركيب العرقي للمدينة بنسبة 78.21% من البيض و11.40% من الأمريكيين الأفارقة و0.37% من الأمريكيين الأصليين و7.03% من الأمريكيين ذوي الأصول الآسيوية و0.01% من سكان جزر المحيط الهادئ و0.85% من الأعراق الأخرى و2.13% من عرقين مختلطين أو أكثر و2.64% من الهسبانيون أو اللاتينيون من أي عرق.
بلغ عدد الأسر 2,827 أسرة كانت نسبة 39.7% منها لديها أطفال تحت سن الثامنة عشر تعيش معهم، وبلغت نسبة الأزواج القاطنين مع بعضهم البعض 49.6% من أصل المجموع الكلي للأسر، ونسبة 15.2% من الأسر كان لديها معيلات من الإناث دون وجود شريك، بينما كانت نسبة 5% من الأسر لديها معيلون من الذكور دون وجود شريكة وكانت نسبة 30.1% من غير العائلات. تألفت نسبة 23% من أصل جميع الأسر من عدة أفراد يعيشون في نفس المنزل ونسبة 5.6% كانت تتألف من شخص يعيش بمفرده يبلغ من العمر 65 عاماً أو أكثر. وبلغ متوسط حجم الأسرة المعيشية 2.69، أما متوسط حجم العائلات فبلغ 3.17.
بلغ العمر الوسطي للسكان 33.5 عاماً. وكانت نسبة 27% من القاطنين تحت سن الثامنة عشر، وكانت نسبة 9.6% بين الثامنة عشر والرابعة والعشرين عاماً، ونسبة 32.3% كانت واقعةً في الفئة العمرية ما بين الخامسة والعشرين والرابعة والأربعين عاماً، ونسبة 22.5% كانت ما بين الخامسة والأربعين والرابعة والستين، ونسبة 8.6% كانت ضمن فئة الخامسة والستين عاماً فما فوق. يوجد لكل 100 أنثى 99.5 ذكر، ويوجد لكل 100 أنثى في الثامنة عشر من عمرها فما فوق 96.9 ذكر.
بلغ متوسط دخل الأسرة في المدينة 34,700 دولارًا، أما متوسط دخل العائلة فبلغ 40,347 دولارًا. وكان متوسط دخل الذكور 26,774 دولارًا مقابل 22,259 دولارًا للإناث. وسجل دخل الفرد الخاص بالمدينة 15,846 دولارًا. وكانت نسبة 9% من العائلات ونسبة 11.7% من السكان تحت خط الفقر، وكان من هؤلاء نسبة 17% تحت سن الثامنة عشر ونسبة 9.5% في الخامسة والستين من العمر وما فوق.

### تعداد عام 2010
بلغ عدد سكان دلبرفيل 9,486 نسمة بحسب تعداد عام 2010، وبلغ عدد الأسر 3,810 أسرة وعدد العائلات 2,410 عائلة مقيمة في المدينة. في حين سجلت الكثافة السكانية 337.1 نسمة لكل كيلومتر مربع (873.1/ميل2). وبلغ عدد الوحدات السكنية 4,298 وحدة بمتوسط كثافة قدره 152.7 لكل كيلومتر مربع (395.5/ميل2).
وتوزع التركيب العرقي للمدينة بنسبة 70.88% من البيض و15.71% من الأمريكيين الأفارقة و0.53% من الأمريكيين الأصليين و8.31% من الأمريكيين ذوي الأصول الآسيوية و0.11% من سكان جزر المحيط الهادئ و1.19% من الأعراق الأخرى و3.28% من عرقين مختلطين أو أكثر و4.83% من الهسبانيون أو اللاتينيون من أي عرق.
بلغ عدد الأسر 3,810 أسرة كانت نسبة 34.6% منها لديها أطفال تحت سن الثامنة عشر تعيش معهم، وبلغت نسبة الأزواج القاطنين مع بعضهم البعض 38.6% من أصل المجموع الكلي للأسر، ونسبة 18.7% من الأسر كان لديها معيلات من الإناث دون وجود شريك، بينما كانت نسبة 5.9% من الأسر لديها معيلون من الذكور دون وجود شريكة وكانت نسبة 36.7% من غير العائلات. تألفت نسبة 29.7% من أصل جميع الأسر من عدة أفراد يعيشون في نفس المنزل ونسبة 7.1% كانت تتألف من شخص يعيش بمفرده يبلغ من العمر 65 عاماً أو أكثر. وبلغ متوسط حجم الأسرة المعيشية 2.47، أما متوسط حجم العائلات فبلغ 3.07.
بلغ العمر الوسطي للسكان 33.0 عاماً. وكانت نسبة 25% من القاطنين تحت سن الثامنة عشر، وكانت نسبة 11.2% بين الثامنة عشر والرابعة والعشرين عاماً، ونسبة 29.6% كانت واقعةً في الفئة العمرية ما بين الخامسة والعشرين والرابعة والأربعين عاماً، ونسبة 23.9% كانت ما بين الخامسة والأربعين والرابعة والستين، ونسبة 10.3% كانت ضمن فئة الخامسة والستين عاماً فما فوق. وتوزع التركيب الجنسي للسكان بنسبة 48.5% ذكور و51.5% إناث.

## أعلام
- تشيس شيرمان